# デンキナマズ
デンキナマズ（電気鯰、学名：Malapterurus electricus）は、ナマズ目デンキナマズ科に属するナマズの一種。発電能力を持つ魚類として知られ、種小名（electricus）もこの特徴に由来する。

## 概要
デンキナマズ科はデンキナマズ属（Malapterurus）および Paradoxoglanis 属の2属に大別され、本種を含め19種が所属する。デンキナマズは体内の発電器官によって最大400～450ボルトに達する電気を発生させ、魚類としてはデンキウナギに次いで高い発電力を持つ。
主な分布域はヴィクトリア湖を除くナイル川水系、トゥルカナ湖、チャド湖、ニジェール川水系全域など。

## 形態
頭部から尾部まで太さの変わらない、丸太のような体型を持つ。最大で体長122cm、体重20kgにまで成長する。上顎に1対、下顎に2対、計3対の口ヒゲを持つ。体表に大きな斑紋を持つことが多く、尾柄部と尾鰭には黒い縞模様が存在する。背鰭を欠き、臀鰭と尾鰭の鰭条はそれぞれ9-11本・7-8本。

### 発電の仕組み
デンキナマズ科は発達した発電器官を持ったナマズ目で唯一のグループである。体の後半部分が発電器官になったデンキウナギに対し、デンキナマズは体表を包むように発電器官が発達している。頭部がマイナス、尾部がプラス極となっている(デンキウナギは逆)。発電の目的はデンキウナギと同じく、餌となる小魚の捕食と体の周りに電場を作ることによって周囲を探るためである。

## 人間とのかかわり

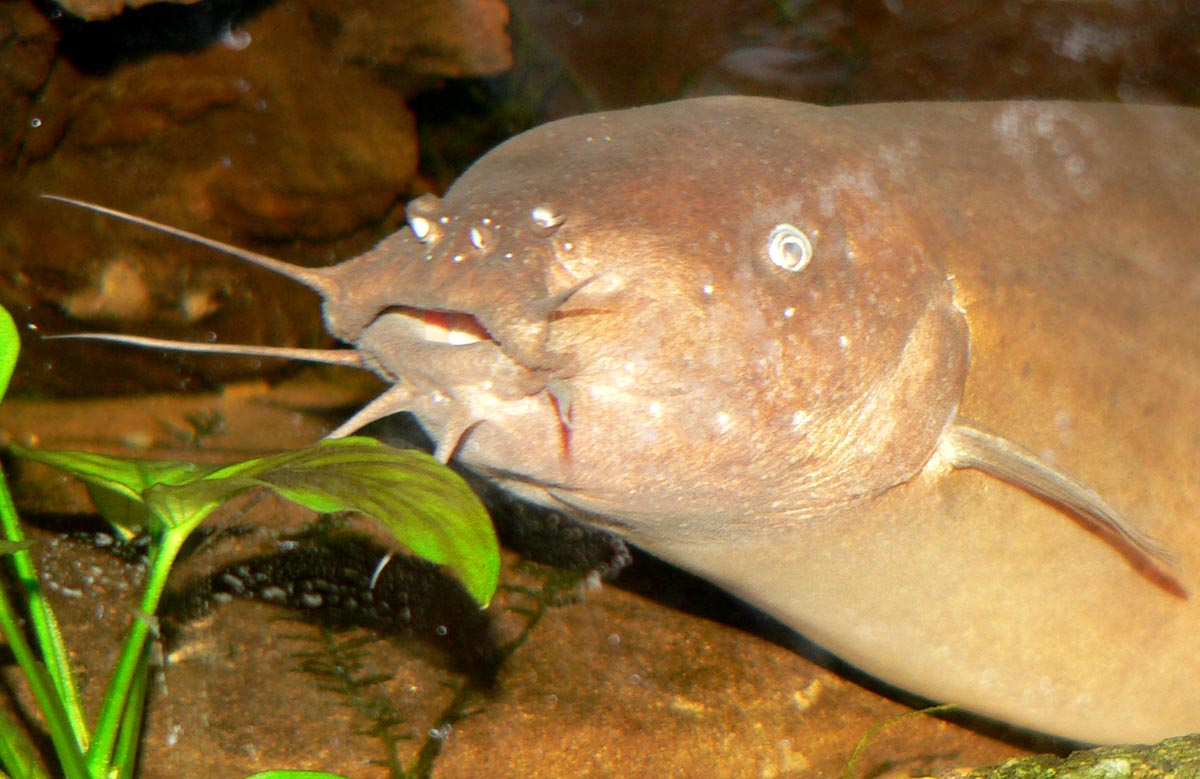
デンキナマズの頭部

古代エジプトの時代からデンキナマズは知られており、エジプト文明の壁画などに記述が見られる。エジプト初期王朝時代（BC3100年）のファラオとして知られるナルメルの化粧板に、王名を示す初期ヒエログリフの表音文字「ナル」として描かれたものが、現在知られている最初の記述である。また12世紀には、アラブ人の医師によってその発電能力が報告されている。水族館ではデンキウナギと並び、発電の様子を展示する目的で飼育されることが多い。また個人のアクアリウムにおいても飼育対象とされるが、感電の危険があるため取り扱いには注意を要する。